# Пила (село)
Пила (укр. Пила) — село в Моршинской городской общине Стрыйского района Львовской области Украины.
Население по переписи 2001 года составляло 20 человек. Занимает площадь 0,118 км². Почтовый индекс — 82464. Телефонный код — 3245.